# Reithrodontomys sumichrasti
Reithrodontomys sumichrasti är en däggdjursart som först beskrevs av Henri Saussure 1861.  Reithrodontomys sumichrasti ingår i släktet skördemöss, och familjen hamsterartade gnagare. IUCN kategoriserar arten globalt som livskraftig. Inga underarter finns listade i Catalogue of Life.
Artpitetet i det vetenskapliga namnet hedrar naturforskaren François Sumichrast från Schweiz.
Denna gnagare blir med svans 75 till 88 mm lång och den väger 12 till 16 g. Huvudet kännetecknas av stora ögon. Beroende på population kan pälsen på ovansidan vara kanelbrun, gråbrun eller orangebrun. På undersidan förekommer allmänt ljusare päls och kinderna är mörkare än bålens ovansida. En population har en mörk längsgående linje på ryggens topp. Dessutom är svansen uppdelad i en brun till mörkbrun ovansida och en ljusare undersida.
Arten förekommer med flera från varandra skilda populationer i Centralamerika från centrala Mexiko till norra Nicaragua. Den lever i bergstrakter mellan 1200 och 4000 meter över havet. Reithrodontomys sumichrasti vistas i mera öppna landskap som skogens kanter med glest fördelade buskar. Den hittas även i öppna barrskogar men den undviker tätare lövskogar.
Individerna går främst på marken och ibland klättrar de på träd. De bygger ett runt näste av gräs. Antagligen sker fortplantningen under alla årstider. Per kull föds 3 till 5 ungar.